# Hedvig Caspér
Hedvig Henriette Caspér, född 30 oktober 1823 i Stockholm, död 10 januari 1907 i Stockholm, var en svensk skådespelare. 

## Biografi
Caspér föddes på Operan i Stockholm som dotter till teaterfiskalen Johan Frischman och Maria Charlotta Lindström. Student på Kungliga teaterns elevskola 1836-44, medlem i Pierre Delands trupp 1844—1849. Caspár var verksam vid en rad turnerande teatersällskap, samt även vid Ladugårdslandsteatern 1869-71, innan hon 1880 anställdes vid Mindre teatern och året därpå vid
Södra teatern i Stockholm. Hon spelade ofta "vardagskaraktärer" i komedier.  
Gift första gången 1848 med skådespelaren J. G. Södergren, död 1850, och andra gången med skådespelaren Florian Eduard Caspér, med vilken hon hade dottern Matilda Caspér.

## Teater

### Roller (ej komplett)
| År   | Roll           | Produktion                                                          | Regi | Teater           |
| ---- | -------------- | ------------------------------------------------------------------- | ---- | ---------------- |
| 1881 | Priorinnan     | Musketörerne i Klostret Louis Varney, Jules Prével och Paul Ferrier |      | Mindre teatern   |
| 1888 | Malena         | Hin och smålänningen Frans Hedberg                                  |      | Djurgårdsteatern |
| 1889 | Wanda Bollwitz | Papageno Rudolf Kneisel                                             |      | Södra Teatern    |